# 普樂
普樂爵士，Kt，QC，JP（Sir Henry Edward Pollock，1864年12月16日—1953年2月2日），英國及香港御用大律師，曾在斐濟和香港出任及署任律政司，在第二次世界大戰前曾長年擔任香港立法局及行政局首席非官守議員。普樂爵士亦有份與遮打爵士及港督盧嘉爵士（後為勳爵）等人籌備創立香港大學。

## 生平

### 家族背景

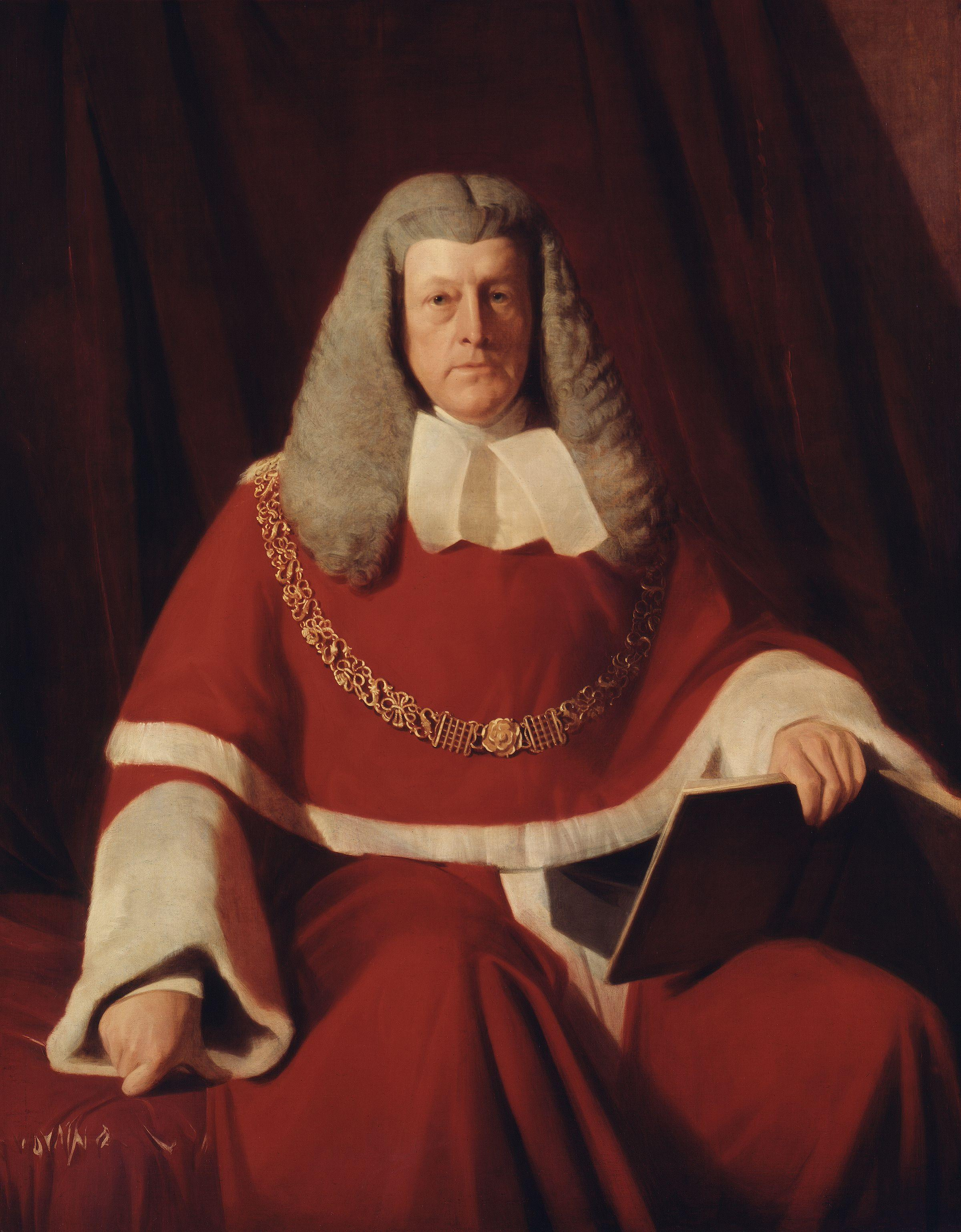
普樂的祖父腓特烈·普樂爵士

普樂可謂生於一個法律家族，除了祖父腓特烈·普樂爵士（Sir Frederick Pollock，1783年9月23日－1870年8月28日）曾任英格蘭及威爾斯檢察總長外，普樂其中一位堂兄腓特烈·普樂爵士（1845年12月10日－1937年1月18日）曾任牛津大學法學教授，另一位堂兄漢沃思子爵（Viscount Hanworth，1861年11月25日－1936年10月22日）則出任過英格蘭上訴法院主事官。
普樂的父親為亞瑟·朱利葉·普樂醫生（Dr. Arthur Julius Pollock，1835年2月7日－1890年5月11日），腓特烈·普樂爵士第二段婚姻中的長子，但是在所有24兄弟姊妹中排第13。朱利葉·普樂醫生曾任倫敦芳德鄰醫院及查令十字醫院的講師及醫生，亦為英國倫敦皇家內科醫學院會董。至於普樂的母親則是埃倫·卑利（Ellen Bailey，？－1895年10月25日）。
在家中排行第三的普樂，有一名胞姐及胞兄，分別名卡羅琳（Caroline，1862年8月4日－？）及亞瑟·朱利葉（1863年8月21日－1914年5月28日），另有一名胞第，名叫查爾斯·腓特烈（Charles Frederick，1866年7月17日－1919年7月17日）。

### 早年生涯
普樂在1864年12月16日生於英國倫敦，他幼年在倫敦渡過，後來入讀查特豪斯公學，但1882年18歲的時候就提早停止學業，旋即加入倫敦特魯里街（Drury Lane）的一所銀行工作。工作一年後，普樂共賺得50英鎊，而且還重新繼續學業，並於1883年進入倫敦內院讀法律，1887年在該處取得執業大律師資格，翌年1888年4月前往英國殖民地香港尋找發展機會，很快就在香港取得執業資格，隨即在港執業。

### 殖民地生涯
來港不久以後，普樂就漸受到殖民地外籍社區的重視。在1888年9月至1889年3月，他曾經有六個月的時間被政府委任為署巡理府（Police Magistrate）；1891年獲委為非官守太平紳士；後再於1892年被港府委任為署理副按察司（Puisne Judge），為期半年。在1894年，香港爆發嚴重鼠疫，期間普樂由於防疫抗災有功，事後獲英廷頒授抗疫紀念金章。
在1896年至1901年，普樂復獲港府委任為署理律政司，同時因律政司身份而成為當然行政局及立法局議員。在任律政司期間，普樂表現令人滿意，結果在1900年獲授女皇御用大律師名銜。卸任署理律政司後，普樂曾於1902年轉到斐濟正任律政司，但一年後返回香港，並自1903年3月至1906年2月出任潔淨局紳。

### 兩局議員

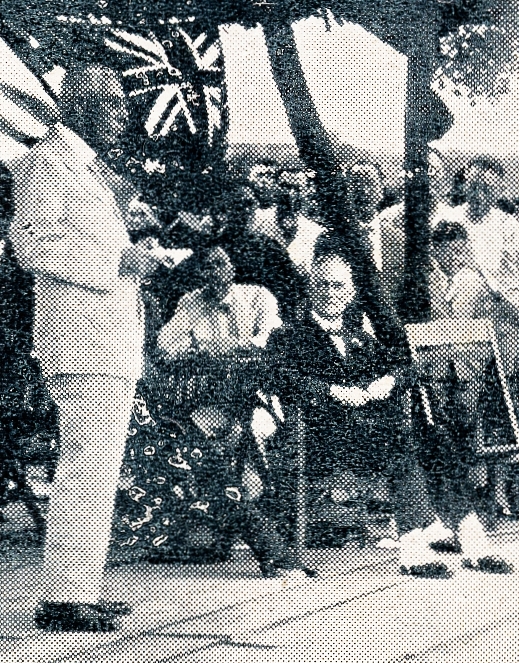
普樂爵士（左）在1928年4月27日的聖士提反書院赤柱新校動土儀式上致辭，儀式由時任港督金文泰爵士（前排坐下）主禮。

在1903年，普樂獲香港西商會推薦，臨時出任立法局內的非官守西商會議席約一年。未幾，他在1905年12月獲非官守太平紳士推選，正式當選為立法局非官守議員，此後在立法局供職近四十年。在任立法局期間，普樂曾擔任不少政府公職，當中包括有房屋委員會（Housing Commission）主席及常務法律委員會（Standing Law Committee）會員等等。在第一次世界大戰期間，普樂亦曾獲委任為拒服兵役上訴審裁處法官，戰後曾任港府和平慶祝及戰爭紀念財政委員會主席，其後曾於1939年再任強制兵役服務審裁處法官。
普樂早於1911年及1912年已先後兩次獲港府委為行政局非官守臨時議員；但在1915年11月，適逢行政局有非官守議席出缺，普樂遂於立法局會議質詢港督梅含理爵士，會否透過非委任的方法填補有關議席，惟梅含理爵士給予否定的答案。及後在1916年1月，普樂曾發起憲制改革運動，收集簽名，並去信殖民地大臣伯納爾·勞，請願要求透過增加非官守議席的方法，由西商會及太平紳士互選產生兩局議員，讓他們有更多的代表聲音，此外，普樂亦支持增加兩局的華人議席，惟有關建議悉數被伯納爾·勞所反對。至於普樂在這次是件中，失卻成為行政局非官守議員的機會，而一直到梅含理爵士卸任後，普樂才於1921年獲另一港督司徒拔爵士任命為行政局非官守議員，期後更於1924年的英皇壽辰榮譽名單中獲冊封爵士。
在任兩局議員期間，普樂分別在1919年、1925年及1928年三次署任律政司，以代替不在香港的金培源爵士，而署任律政司期間，普樂都以當然官守議員的身份出席兩局會議，而他的非官守議席則由太平紳士臨時互選產生。早於1917年，普樂已接替退出立法局的韋玉爵士，成為立法局首席非官守議員；後在1926年，行政局首席非官守議員遮打爵士逝世，並由普樂接任，他遂成為了行政、立法兩局首席非官守議員。不過在1928年9月16日，普樂於山頂367號寓所中不慎絆倒，以致大腿骨折，而且無法出席兩局的會議，結果要由另一兩局議員周壽臣爵士臨時署任兩局首席非官守議員之位。普樂後來在同年12月康復，才重新復職。

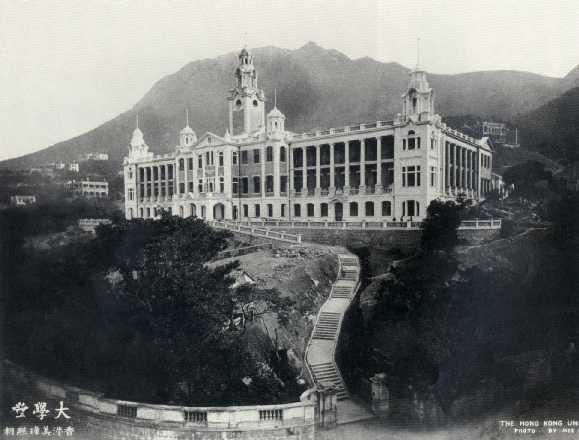
普樂爵士有份籌建香港大學，是該校的終身校董。

除了兩局外，普樂亦曾是海軍聯盟香港分會、香港國際象棋會、香港愛護動物協會及憲制改革協會的會長；另外還出任過皇家香港遊艇會會長、香港散本學會（Odd Volumes Society）秘書、以及皇家殖民地研究院（Royal Colonial Institute）之聯絡秘書等等。
普樂也是香港大學的創校人之。普樂原為香港西醫書院之校董，在1908年3月的時候，他與遮打爵士、何啟爵士、愛建臣、漆咸、胡禮及譚臣等人，一同獲港督盧嘉爵士（後為勳爵）委到新成立的香港大學籌備委員會，並由遮打爵士出任主席。香港大學在1911年創立後，普樂即獲聘為終身校董。據了解，普樂十分熱心於港大的發展，而且也是最常出席校董會的校董之一，為答謝他對港大創校的貢獻，港大在1925年1月5日特地向他頒授榮譽法學博士學位。
值得一提的是，普樂與聖士提反書院也有淵源，因為他曾在1928年參與赤柱的新校舍動土儀式；後在1933年，在得到他及羅旭龢爵士的協助下，該校在籌款活動中，打破當時中國傳統的禁忌，成功爭取讓男、女同學在某話劇中同台演出。

### 晚年
在1940年1月17日及1941年年初，普樂曾先後獲港府續任立法及行政兩局議員，任期分別為四年及五年。但在1941年12月，太平洋戰爭突然爆發，香港遭日軍入侵後不久便告淪陷。普樂與夫人由於在戰爭爆發前到了澳洲休養身體，因此他們於日軍入侵時並不在港，僥倖地沒有成為戰俘。
儘管香港淪陷期間，殖民地的行政、立法兩局停止運作，但名義上，普樂仍然是立法及行政兩局首席非官守議員，因此他在立法及行政兩局的正式任期分別到1944年及1946年3月8日才算正式結束。但實際上，儘管其行政局任期橫跨日治時期，至1945年香港重光後才告屆滿，但他自香港淪陷後已再沒有出席過兩局會議，而港府則在1946年5月才於《憲報》補發告示，對普樂的貢獻表示致意。
第二次世界大戰的爆發使普樂在香港的生活及公職服務劃上突然的休止符，雖然他在戰後曾經返回過香港，但事實上，自大戰爆發及完結後，普樂一家一直定居於澳洲悉尼，普樂在1953年2月2日於澳洲悉尼逝世，終年88歲。

## 家庭
普樂在1906年，即42歲時，於香港娶寶林·奧克利（Pauline Oakley）為妻，兩人並沒有任何子女。普樂爵士夫人長年居於香港，以熱心公益著稱，並主要活躍於露宿者之家、聖約翰座堂婦女互助協會及香港愛護動物協會等等。
自中國八年抗戰以後，由於本港難民人數愈來愈多，故普樂爵士夫人亦十心關注香港的難民營情況；在1940年，她更與宋靄齡等人在香港發起「工合單位」，於港、粵兩地設立合作社，以便讓上6,000名難民可以恢復生產。為答謝其公益貢獻，普樂爵士夫人在1941年的元旦榮譽名單中曾獲授OBE勳銜。

## 部份著作
- Bill of Lading Exceptions, London: Stevens and Sons, 1894.
- Regulations for Preventing Collisions at Sea

## 榮譽

### 頭銜
- 普樂，Esq（1864年－1891年）
- 普樂，JP（1891年－1900年）
- 普樂，QC，JP（1900年－1901年）
- 普樂，KC，JP（1901年－1903年）
- 普樂議員，KC，JP（1903年－1924年）
- 普樂爵士議員，KC，JP（1924年－1925年）
- 普樂爵士議員，KC，JP，Hon. LLD（1925年－1946年）
- 普樂爵士，KC，JP，Hon. LLD（1946年－1952年）
- 普樂爵士，QC，JP，Hon. LLD（1952年－1953年）

### 勳銜
- J.P.（1891年4月24日）
- 抗疫紀念金章（1894年）
- Q.C.（1900年）
- Kt.（1924年英皇壽辰榮譽）

### 榮譽學位
- 榮譽法學博士
  - 香港大學（1925年1月5日）

### 以他命名的事物
- 普樂道（Pollock Path）：位於香港島歌賦山上的一條掘頭馬路。

### 英文資料
- Who Was Who, London: A & C Black, 1996.
- Sir Frederick Pollock, The Will of Sir Jonathan Frederick Pollock, proved on 7 November, 1870.
- "OBITUARY[]", THE BRITISH MEDICAL JOURNAL, 17 May, 1890.
- Hong Kong Government Gazette （页面存档备份，存于）, Hong Kong: Government Printer, 1940 - 1941.
- Great Britain Colonial Office, Corona: The Journal of His Majesty's Colonial Service （页面存档备份，存于） version 5, London: Secretary of State for the Colonies by H. M. Stationery Office, 1953.
- Lai-bing Kan and Grace H. L. Chu, Constancy of Purpose （页面存档备份，存于）, Hong Kong: Hong Kong University Press, 1988.
- Descendants of Sir Frederick Pollock, 8 December, 2001.
- "Honour for Mr. Pollock", The China Mail, Page 1, 3 June, 1924.
- "Sir H. E. Pollock, K.C., Honour for Long and Faithful Service", The China Mail, Page 5, 3 June, 1924.
- "Degree Congregation. Honours Bestowed by Hong Kong University", The China Mail, Page 7, 6 January, 1925.
- "The Hon. Sir Henry Pollock, Fractures Limb as Result of Fall", HONGKONG TELEGRAPH, Page 1, 18 September, 1941.
- "Eight Residents in Honours List", HONGKONG TELEGRAPH, Page 8, 2 January, 1941.
- Endacott, G. B., Government and people in Hong Kong, 1841-1962: A Constitutional History, Hong Kong: Hong Kong University Press, 1964.
- Oliver Lindsay, The Battle for Hong Kong 1941-1945: Hostage to Fortune, Hong Kong: Hong Kong University Press, 2005.

### 中文資料
- 張蓮興，《香港二十八總督》，朝華出版社，1997年。
- 普樂夫人等發起香港工合單位，《大公報》第二張第六版，1940年4月13日。
- 孔祥熙夫人普樂夫人等發起香港工合單位，《香港華字日報》第二張第三頁，1940年4月13日。
- 非官議員普樂離職，《大公報》第二張第六版，1940年9月22日。
- 普樂返港，《大公報》第二張第六版，1940年11月28日。
- 港府昨正式發表行政局議員名單，《工商日報》第四頁，1946年5月8日。

## 外部連結
- Constancy of Purpose （页面存档备份，存于）

| 官衔                 | 官衔                                | 官衔                       |
| -------------------- | ----------------------------------- | -------------------------- |
| 前任者： 約翰·尤德爾 | 斐濟律政司 1902年                   | 繼任者： 艾伯特·艾爾哈德特 |
| 前任者： 韋玉爵士    | 立法局首席非官守議員 1917年－1944年 | 繼任者： 懸缺              |
| 前任者： 遮打爵士    | 行政局首席非官守議員 1926年－1946年 | 繼任者： 懸缺              |